# Moenkhausia agnesae
Moenkhausia agnesae är en fiskart som beskrevs av Géry, 1965. Moenkhausia agnesae ingår i släktet Moenkhausia och familjen Characidae. Inga underarter finns listade i Catalogue of Life.